# Liste der Staatsoberhäupter 1727
Übersicht
◄◄ | ◄ | 1723 | 1724 | 1725 | 1726 | Liste der Staatsoberhäupter 1727 | 1728 | 1729 | 1730 | 1731 | ► | ►►

Weitere Ereignisse

## Afrika
- Äthiopien
  - Kaiser: Asma Sagad (1721–1730)

- Burundi
  - König: Mwezi III. Ndagushimiye (ca. 1709–etwa 1739)

- Dahomey
  - König: Agadja (1708–1732)

- Marokko (Alawiden-Dynastie)
  - Sultan:
    1. Mulai Ismail, Sultan (1672–1727)
    2. danach ausbrechende Machtkämpfe, kein anerkannter Herrscher bis 1757

- Tunesien (Husainiden-Dynastie)
  - Sultan: Husein ben Ali (1705–1735)

## Amerika
- Vizekönigreich Brasilien
  - Vizekönig: Vasco Fernandes César de Meneses (1720–1735)

- Vizekönigreich Neuspanien
  - Vizekönig: Juan de Acuña (1722–1734)

- Vizekönigreich Peru
  - Vizekönig: José de Armendáriz (1724–1736)

## Asien
- China (Qing-Dynastie)
  - Kaiser: Yogzhen (1723–1735)

- Japan
  - Kaiser: Nakamikado (1709–1735)
  - Shōgun (Tokugawa): Tokugawa Yoshimune (1716–1745)

- Korea (Joseon)
  - König: Yeongjo (1724–1776)

- Persien (Dynastie der Afghanen)
  - Schah: Sháh Tahmasp II. (1722–1732)

- Thailand
  - König: Phuminthararatcha (1709–1733)

## Europa
- Andorra
  - Co-Fürsten:
    - König von Frankreich: Ludwig XV. (1715–1774)
    - Bischof von Urgell: Simeó de Guinda y Apeztegui (1714–1737)

- Dänemark und Norwegen
  - König: Friedrich IV. (1699–1730)

- Frankreich
  - König: Ludwig XV. (1715–1774)

- Großbritannien und Irland
  - Staatsoberhaupt:
    - König Georg I. (1714–1727) (1698–1727 Kurfürst von Braunschweig-Lüneburg)
    - König: Georg II. (1727–1760) (1727–1760 Kurfürst von Braunschweig-Lüneburg)

  - Regierungschef: Premierminister Robert Walpole (1721–1742)

- Heiliges Römisches Reich
  - König und Kaiser: Karl VI. (1711–1740) (1711–1740 König von Böhmen, 1706–1740 Herzog von Mailand, 1713–1735 König von Neapel, 1711–1740 Erzherzog von Österreich, 1735–1740 Herzog von Parma, 1713–1720 König von Sardinien, 1720–1735 König von Sizilien, 1711–1740 König von Ungarn)
  - Kurfürstenkollegium
    - Erzstift Köln
      - Kurfürst: Clemens August von Bayern (1723–1761) (1724–1761 Bischof von Hildesheim, 1719–1761 Bischof von Münster, 1728–1761 Bischof von Osnabrück, 1719–1761 Bischof von Paderborn, 1716–1719 Bischof von Regensburg, 1732–1761 Hochmeister des Deutschen Ordens)

    - Erzstift Mainz
      - Kurfürst: Lothar Franz von Schönborn (1695–1729) (1693–1729 Bischof von Bamberg)

    - Erzstift Trier
      - Kurfürst: Franz Ludwig von Pfalz-Neuburg (1716–1729) (1729–1732 Erzbischof von Mainz, 1694–1732 Bischof von Worms, 1694–1732 Propst von Ellwangen, 1694–1732 Hochmeister des Deutschen Ordens)

    - Herzogtum Bayern
      - Kurfürst: Karl I. Albrecht (1726–1745) (1742–1745 Kaiser)

    - Königreich Böhmen
      - König: Karl II. (1711–1740) (1711–1740 Kaiser, 1706–1740 Herzog von Mailand, 1713–1735 König von Neapel, 1711–1740 Erzherzog von Österreich, 1735–1740 Herzog von Parma, 1713–1720 König von Sardinien, 1720–1735 König von Sizilien, 1711–1740 König von Ungarn)

    - Markgrafschaft Brandenburg
      - Kurfürst: Friedrich Wilhelm I. (1713–1740) (1713–1740 König in Preußen)

    - Herzogtum Braunschweig-Lüneburg
      - Kurfürst: Georg I. (1698–1727) (1724–1727 König von Großbritannien und Irland)
      - Kurfürst: Georg II. (1727–1760) (1727–1760 König von Großbritannien und Irland)

    - Pfalzgrafschaft bei Rhein
      - Kurfürst: Karl III. Philipp (1716–1742) (1716–1742 Herzog von Jülich und Berg)

    - Herzogtum Sachsen
      - Kurfürst: Friedrich August I. (1694–1733) (1697–1704, 1709–1733 König von Polen und Großherzog von Litauen)

  - geistliche Reichsfürsten
    - Hochstift Augsburg
      - Bischof: Alexander Sigismund von der Pfalz (1690–1737)

    - Hochstift Bamberg
      - Bischof: Lothar Franz von Schönborn (1693–1729) (1695–1729 Erzbischof von Mainz)

    - Hochstift Basel
      - Bischof: Johann Konrad von Reinach-Hirtzbach (1705–1737)

    - Fürstpropstei Berchtesgaden
      - Propst: Julius Heinrich von Rehlingen-Radau (1723–1732)

    - Hochstift Brixen
      - Bischof: Kaspar Ignaz von Künigl (1702–1747)

    - Hochstift Chur (Territorium 1648 eidgenössisch, Bischof Reichsstand ohne unmittelbares Land)
      - Bischof: Ulrich VII. von Federspiel (1692–1728)

    - Fürstabtei Corvey
      - Abt: Karl von Plittersdorf (1722–1737)

    - Balleien des Deutschen Ordens
      - Hochmeister: Franz Ludwig von der Pfalz (1694–1732) (1729–1732 Erzbischof von Mainz, 1716–1729 Erzbischof von Trier, 1694–1732 Bischof von Worms, 1694–1732 Propst von Ellwangen)

    - Hochstift Eichstätt
      - Bischof: Franz Ludwig Schenk von Castell (1725–1736)

    - Fürstpropstei Ellwangen
      - Propst: Franz Ludwig von der Pfalz (1694–1732) (1729–1732 Erzbischof von Mainz, 1716–1729 Erzbischof von Trier, 1694–1732 Bischof von Worms, 1694–1732 Hochmeister des Deutschen Ordens)

    - Hochstift Freising
      - Bischof: Johann Franz Eckher von Kapfing und Liechteneck (1695–1727)
      - Bischof: Johann Theodor von Bayern (1727–1763) (1744–1763 Bischof von Lüttich, 1719–1763 Bischof von Regensburg)

    - Abtei Fulda
      - Abt: Adolf von Dalberg (1726–1737)

    - Hochstift Hildesheim
      - Bischof: Clemens August von Bayern (1724–1761) (1723–1761 Erzbischof von Köln, 1732–1761 Hochmeister des Deutschen Ordens, 1719–1761 Bischof von Münster, 1728–1761 Bischof von Osnabrück, 1719–1761 Bischof von Paderborn, 1716–1719 Bischof von Regensburg)

    - Fürststift Kempten
      - Abt: Rupert von Bodman (1678–1728)

    - Hochstift Konstanz
      - Bischof: Johann Franz Schenk von Stauffenberg (1704–1740) (1737–1740 Bischof von Augsburg)

    - Hochstift Lübeck (1555–1803 evangelische Administratoren)
      - Bischof: Karl August von Schleswig-Holstein-Gottorf (1726–1727)
      - Bischof: Adolf Friedrich von Schleswig-Holstein-Gottorf (1727–1750) (1751–1771 König von Schweden)

    - Hochstift Lüttich
      - Bischof: Georg Ludwig von Berghes (1724–1743)

    - Hochstift Münster
      - Bischof: Clemens August von Bayern (1719–1761) (1723–1761 Erzbischof von Köln, 1724–1761 Bischof von Hildesheim, 1728–1761 Bischof von Osnabrück, 1719–1761 Bischof von Paderborn, 1716–1719 Bischof von Regensburg, 1732–1761 Hochmeister des Deutschen Ordens)

    - Hochstift Osnabrück (1662–1802 abwechselnd katholische und lutherische Bischöfe)
      - Bischof: Ernst August II. von Hannover (1716–1728)

    - Hochstift Paderborn
      - Bischof: Clemens August von Bayern (1719–1761) (1723–1761 Erzbischof von Köln, 1724–1761 Bischof von Hildesheim, 1719–1761 Bischof von Münster, 1728–1761 Bischof von Osnabrück, 1716–1719 Bischof von Regensburg, 1732–1761 Hochmeister des Deutschen Ordens)

    - Hochstift Passau
      - Bischof: Joseph Dominikus von Lamberg (1723–1761)

    - Hochstift Regensburg
      - Bischof: Johann Theodor von Bayern (1719–1763) (1727–1763 Bischof von Freising, 1744–1763 Bischof von Lüttich)

    - Erzstift Salzburg
      - Erzbischof: Franz Anton von Harrach (1709–1727)
      - Erzbischof: Leopold Anton von Firmian (1727–1744)

    - Hochstift Speyer
      - Bischof: Damian Hugo Philipp von Schönborn-Buchheim (1719–1743)

    - Abtei Stablo-Malmedy
      - Abt: Johann Ernst von Löwenstein-Wertheim-Rochefort (1715–1731)

    - Hochstift Straßburg
      - Bischof: Armand I. Gaston Maximilien de Rohan-Soubise (1704–1749)

    - Hochstift Trient
      - Bischof: Anton Dominikus von Wolkenstein-Trostburg (1726–1730)

    - Hochstift Worms
      - Bischof: Franz Ludwig von der Pfalz (1694–1732) (1729–1732 Erzbischof von Mainz, 1716–1729 Erzbischof von Trier, 1694–1732 Propst von Ellwangen, 1694–1732 Hochmeister des Deutschen Ordens)

    - Hochstift Würzburg
      - Bischof: Christoph Franz von Hutten (1724–1729)

  - weltliche Reichsfürsten
    - Fürstentum Anhalt
      - Anhalt-Bernburg
        - Fürst: Viktor II. Friedrich (1721–1765)

      - Fürstentum Anhalt-Dessau
        - Fürst: Leopold I. (1693–1747) (1693–1698 unter Vormundschaft)

      - Fürstentum Anhalt-Köthen
        - Fürst: Leopold (1704–1728) (1704–1715 unter Vormundschaft)

      - Anhalt-Zerbst
        - Fürst: Johann August (1718–1742)

    - Arenberg
      - Herzog: Leopold Philipp (1691–1754)

    - Markgrafschaft Baden
      - Baden-Baden
        - Markgraf: Ludwig Georg Simpert (1707–1761) (1707–1727 unter Vormundschaft)
        - Regentin: Franziska Sibylla Augusta von Sachsen-Lauenburg (1707–1727)

      - Baden-Durlach
        - Markgraf: Karl III. Wilhelm (1709–1738)

    - Brandenburg-Ansbach
      - Markgraf: Karl Wilhelm Friedrich (1723–1757)

    - Brandenburg-Bayreuth
      - Markgraf: Georg Friedrich Karl (1726–1735)

    - Braunschweig-Wolfenbüttel
      - Herzog: August Wilhelm (1714–1731)

    - Hessen-Darmstadt
      - Landgraf: Ernst Ludwig (1678–1739)

    - Hessen-Kassel
      - Landgraf: Karl (1670–1730) (bis 1675 unter Vormundschaft)

    - Hohenzollern-Hechingen
      - Fürst: Friedrich Wilhelm (1671–1735)

    -  Hohenzollern-Sigmaringen
      - Fürst: Joseph Friedrich Ernst (1715–1769) (bis 1720 unter Vormundschaft)

    - Jülich und Berg
      - Herzog: Karl Philipp (1716–1742) (1716–1742 Kurfürst der Pfalz, 1716–1742 Herzog von Pfalz-Neuburg)

    - Liechtenstein
      - Fürst: Josef Johann Adam (1721–1732)

    - Lothringen
      - Herzog: Leopold (1697–1729)

    - Herzogtum Mecklenburg
      - Mecklenburg-Schwerin
        - Herzog: Karl Leopold (1713–1728)

      - Mecklenburg-Strelitz
        - Herzog: Adolf Friedrich III. (1708–1752)

    - Nassau
      - Ottonische Linie
        - Nassau-Diez
          - Fürst: Wilhelm IV. (1711–1751) (1722–1729 Statthalter von Drenthe, 1729–1751 Statthalter von Friesland und Groningen, 1747–1751 Statthalter von Holland, Overijssel, Utrecht und Zeeland, 1747–1751 Statthalter der Niederlande)

        - Nassau-Dillenburg
          - Fürst: Christian (1724–1739)

        - Nassau-Siegen (katholische Linie)
          - Fürst: Wilhelm Hyacinth (1699–1743)

        - Nassau-Siegen (reformierte Linie)
          - Fürst: Friedrich Wilhelm II. (1722–1734)

      - Walramische Linie
        - Nassau-Usingen
          - Fürst: Karl (1718–1775) (bis 1733 unter Vormundschaft)
          - Regentin: Charlotte Amalie von Nassau-Dillenburg (1718–1733)

        - Nassau-Weilburg
          - Fürst: Karl August (1719–1753)

    - Österreich
      - Erzherzog: Karl II. (1711–1740) (1711–1740 Kaiser, 1711–1740 König von Böhmen, 1706–1740 Herzog von Mailand, 1713–1735 König von Neapel, 1735–1740 Herzog von Parma, 1713–1720 König von Sardinien, 1720–1735 König von Sizilien, 1711–1740 König von Ungarn)

    - Ostfriesland
      - Fürst: Georg Albrecht (1708–1734)

    - Pfalz-Neuburg
      - Herzog: Karl III. Philipp (1716–1742) (1716–1742 Kurfürst der Pfalz, 1716–1742 Herzog von Jülich und Berg)

    - Pfalz-Sulzbach
      - Herzog: Theodor Eustach (1708–1732)

    - Pfalz-Zweibrücken
      - Herzog: Gustav Samuel Leopold (1718–1731)

    - Herzogtum Sachsen
      - Sachsen-Eisenach
        - Herzog: Johann Wilhelm (1698–1729)

      - Sachsen-Gotha-Altenburg
        - Herzog: Friedrich II. (1691–1732)

      - Sachsen-Hildburghausen
        - Herzog: Ernst Friedrich II. (1724–1745) (1724–1728 unter Vormundschaft)
        - Regentin: Sophia Albertine von Erbach-Erbach (1724–1728)

      - Sachsen-Meiningen
        - Herzog:
        - Herzog: Ernst Ludwig II. (1724–1729) (1724–1729 unter Vormundschaft)
        - Regent: Friedrich Wilhelm von Sachsen-Meiningen (1724–1733) (1743–1746 Herzog von Sachsen-Meiningen)
        - Regent: Friedrich II. von Gotha-Altenburg (1724–1732) (1691–1732 Herzog von Gotha-Altenburg)

      - Sachsen-Saalfeld
        - Herzog: Johann Ernst (1680–1729) (1675–1680 Herzog von Sachsen-Gotha-Altenburg)

      - Sachsen-Weimar (gemeinsame Herrschaft)
        - Herzog: Wilhelm Ernst (1683–1728)
        - Herzog: Ernst August I. (1707–1741) (1741–1748 Herzog von Sachsen-Weimar-Eisenach)

    - Schwarzburg-Rudolstadt
      - Fürst: Friedrich Anton (1718–1744)

    - Schwarzburg-Sondershausen
      - Fürst: Günther I. (1720–1740)

    - Waldeck
      - Fürst: Friedrich Anton Ulrich (1706–1728) (bis 1712 Graf)

    - Württemberg
      - Herzog: Eberhard Ludwig (1677–1733) (1677–1693 unter Vormundschaft)

  - sonstige Reichsstände (Auswahl)
    - Hanau
      - Graf: Johann Reinhard III. (1712–1736) (1685–1712 Graf von Hanau-Lichtenberg)

    - Lippe
      - Lippe-Biesterfeld
        - Graf: Rudolf Ferdinand (1678–1736)

      - Lippe-Detmold
        - Graf: Simon Heinrich Adolf (1718–1734)

    - Nassau
      - Walramische Linie
        - Nassau-Ottweiler
          - Graf: Friedrich Ludwig (1690–1728)

    - Ortenburg
      - Graf: Karl III. (1725–1776) (1725–1739 unter Vormundschaft)
      - Regentin: Maria Albertina von Nassau-Saarbrücken (1725–1739)

    - Reuß
      - Reuß ältere Linie
        - Reuß-Obergreiz
          - Graf: Heinrich XI. (1723–1768) (1768–1778 Graf zu Reuß-Greiz, 1778–1800 Fürst von Reuß ältere Linie)

        - Reuß-Untergreiz
          - Graf: Heinrich XIII. (1675–1733)

      - Reuß jüngere Linie
        - Reuß-Ebersdorf
          - Graf: Heinrich XXIX. (1711–1747)

        - Reuß-Gera
          - Graf: Heinrich XVIII. (1686–1735)

        - Reuß-Lobenstein
          - Graf: Heinrich XV. (1710–1739)

        - Reuß-Schleiz
          - Graf: Heinrich I. (1726–1744)

    - Schaumburg-Lippe
      - Graf: Friedrich Christian (1681–1728)

- Italienische Staaten
  - Genua
    - Doge: Gerolamo Veneroso (1726–1728)

  - Guastalla
    - Herzog: Antonio Ferrante Gonzaga (1714–1729)

  - Kirchenstaat
    - Papst: Benedikt XIII. (1724–1730)

  - Mailand (1706–1800 zu Österreich)
    - Herzog: Kaiser Karl VI. (1706–1740) (1711–1740 Kaiser, 1711–1740 König von Böhmen, 1713–1735 König von Neapel, 1711–1740 Erzherzog von Österreich, 1735–1740 Herzog von Parma, 1713–1720 König von Sardinien, 1720–1735 König von Sizilien, 1711–1740 König von Ungarn)
      - Gouverneur: Wirich Philipp von und zu Daun (1725–1733) (1725 Statthalter der Österreichischen Niederlande, 1707–1708 und 1713–1719 Vizekönig von Neapel)

  - Massa und Carrara
    - Herzog: Alderamo Cibo-Malaspina (1715–1731)

  - Modena und Reggio
    - Herzog: Rinaldo d’Este (1694–1737)

  - Neapel (1713/14–1735 zu Österreich)
    - König: Kaiser Karl VI. (1713–1735) (1711–1740 Kaiser, 1711–1740 König von Böhmen, 1706–1740 Herzog von Mailand, 1711–1740 Erzherzog von Österreich, 1735–1740 Herzog von Parma, 1713–1720 König von Sardinien, 1720–1735 König von Sizilien, 1711–1740 König von Ungarn)
      - Vizekönig: Michael Friedrich von Althann (1722–1728)

  - Parma und Piacenza
    - Herzog: Francesco Farnese (1694–1727)
    - Herzog: Antonio Farnese (1727–1731)

  - Piombino
    - Fürstin: Ippolita Ludovisi (1701–1743)

  - San Marino
    - Capitani Reggenti: Valerio Maccioni (1722–1723, 1726–1727, 1730, 1732–1733, 1737) und Pier Antonio Ugolini (1722–1723, 1726–1727, 1730, 1735–1736, 1741–1742, 1750)
    - Capitani Reggenti: Giuseppe Onofri (1714, 1723, 1727, 1731, 1734–1735, 1738, 1740–1741, 1744, 1749, 1753) und Tommaso Ceccoli (1704–1705, 1708, 1713–1714, 1718–1719, 1723, 1727)
    - Capitani Reggenti: Gentile Maria Maggio (1727–1728) und Giovanni Martelli (1712, 1716, 1720, 1723–1724, 1727–1728, 1732, 1738–1739, 1742, 1747–1748, 1752–1753)

  - Sardinien (seit 1720 zu Savoyen)
    - König: Viktor Amadeus II. (1720–1730) (1675–1720 und 1730–1732 Herzog von Savoyen, 1713–1720 König von Sizilien)
      - Vizekönig: Filippo Guglielmo Pallavicino delle Frabose (1720–1723, 1726–1727)
      - Vizekönig: Tommaso Ercole Roero (1727–1731)

  - Savoyen
    - Herzog: Karl Emanuel III. (1720–1730, 1732–1773) (1730–1773 König von Sardinien)

  - Sizilien (1720–1735 zu Österreich)
    - König: Kaiser Karl IV. (1720–1735) (1711–1740 Kaiser, 1711–1740 König von Böhmen, 1706–1740 Herzog von Mailand, 1713–1735 König von Neapel, 1711–1740 Erzherzog von Österreich, 1735–1740 Herzog von Parma, 1713–1720 König von Sardinien, 1711–1740 König von Ungarn)
      - Vizekönig: Joaquín Fernández Portocarrero (1722–1728) (1728 Vizekönig von Neapel)

  - Toskana
    - Großherzog: Gian Gastone de’ Medici (1723–1737)

  - Venedig
    - Doge: Alvise Mocenigo III. (1722–1732)

- Moldau (unter osmanischer Oberherrschaft)
  - Fürst: Grigore II. Ghica  (1726–1733, 1735–1739, 1739–1741, 1747–1748) (1733–1735, 1748–1752 Fürst der Walachei)

- Khanat der Krim
  - Khan: Meñli II. Giray (1724–1730, 1737–1740)

- Kurland
  - Regentin: Anna (1711–1730) (1730–1740 Kaiserin von Russland)

- Malta
  - Großmeister: Antonio Manoel de Vilhena (1722–1736)

- Monaco
  - Fürst: Antoine I. (1701–1731)

- Niederlande
  - Republik der Sieben Vereinigten Provinzen
    - Drenthe und Gelderland
      - Statthalter: Wilhelm IV. von Oranien (1711–1747) (1711–1747 Statthalter von Friesland, 1718–1747 Statthalter von Groningen, 1747 Statthalter von Holland, Seeland, Utrecht und Overijssel, 1747–1751 Erbstatthalter der Niederlande)
      - Regentin: Marie Luise von Hessen-Kassel (1711–1731)

    - Friesland
      - Statthalter: Wilhelm IV. von Oranien (1711–1747) (1722–1747 Statthalter von Drenthe und Geldern, 1718–1747 Statthalter von Groningen, 1747 Statthalter von Holland, Seeland, Utrecht und Overijssel, 1747–1751 Erbstatthalter der Niederlande)
      - Regentin: Marie Luise von Hessen-Kassel (1711–1731)

    - Groningen
      - Statthalter: Wilhelm IV. von Oranien (1718–1747) (1722–1747 Statthalter von Drenthe und Geldern, 1711–1747 Statthalter von Friesland, 1747 Statthalter von Holland, Seeland, Utrecht und Overijssel, 1747–1751 Erbstatthalter der Niederlande)
      - Regentin: Marie Luise von Hessen-Kassel (1718–1731)

    - Holland und Zeeland
      - Statthalter: vakant (1702–1747)

    - Overijssel
      - Statthalter: vakant (1702–1747)

    - Utrecht
      - Statthalter: vakant (1702–1747)

  - Österreichische Niederlande (bis 1714/95 formal Bestandteil des Heiligen Römischen Reichs)
    - Statthalterin: Maria Elisabeth von Österreich (1724–1741)

- Osmanisches Reich
  - Sultan: Ahmed III. (1703–1730)

- Polen
  - König: August II. (1697–1704, 1709–1733) (1694–1733 Kurfürst von Sachsen)

- Portugal
  - König: Johann V. (1706–1750)

- Preußen
  - König: Friedrich Wilhelm I. (1713–1740) (1713–1740 Kurfürst von Brandenburg)

- Russland
  - Kaiserin: Katharina I. (1725–1727)
  - Kaiser: Peter II. (1727–1730)

- Schweden
  - König: Friedrich (1720–1751) ( 1730–1751 Landgraf von Hessen-Kassel)

- Spanien
  - König: Philipp V. (1700–1724, 1724–1746) (1700–1706 Herzog von Mailand, 1700–1713 König von Neapel, 1700–1713 König von Sardinien, 1700–1713 König von Sizilien)

- Ungarn
  - König: Karl III. (1711–1740) (1711–1740 Kaiser, 1711–1740 König von Böhmen, 1706–1740 Herzog von Mailand, 1713–1735 König von Neapel, 1711–1740 Erzherzog von Österreich, 1735–1740 Herzog von Parma, 1713–1720 König von Sardinien, 1720–1735 König von Sizilien)

- Walachei (unter osmanischer Oberherrschaft)
  - Fürst: Nicolae Mavrocordat (1716, 1719–1730) (1709–1710 und 1711–1716 Fürst der Moldau)